# Autor
Autor är en svensk ideell förening som bildades 2005 och som publicerar tryckta och nätbaserade skrifter om litterärt skrivande. Föreningen har sitt ursprung i personer med anknytning till ämnet litterär gestaltning vid Göteborgs universitet. Bland de utgivna författarna återfinns Ulf Eriksson, Gunnar D. Hansson, Jennifer Hayashida, Martin Högström, Lotta Lotass, Jila Mossaed, Eva Mattsson, Hanna Nordenhök, Fredrik Nyberg, Henrika Ringbom, Burcu Sahin, Marie Silkeberg och Staffan Söderblom.